# Martinuševec
Martinuševec – wieś w Chorwacji, w żupanii medzimurskiej, w gminie Gornji Mihaljevec. W 2011 roku liczyła 127 mieszkańców.